# كارل هاينز كوندي
كارل هاينز كوندي (بالألمانية: Karl-Heinz Kunde)‏ هو دراج ألماني، ولد في 6 يناير 1938 في كولونيا في ألمانيا، وتوفي في 15 يناير 2018.

## وصلات خارجية
- كارل هاينز كوندي على موقع أرشيف الدراجات (الإنجليزية)
- كارل هاينز كوندي على موقع إحصائيات الدراجات الإحترافية (الإنجليزية)